# Разъезд 16
Разъезд 16 (каз. рзд.16) — упразднённый разъезд в Чиилийском районе Кызылординской области Казахстана. Входил в состав Сулутюбинского сельского округа. Код КАТО — 435257500. Исключен из учётных данных в 2024 году.

## Население
В 1999 году население разъезда составляло 26 человек (13 мужчин и 13 женщин). По данным 2009 года, в разъезде не было постоянного населения.